# Ensalada César

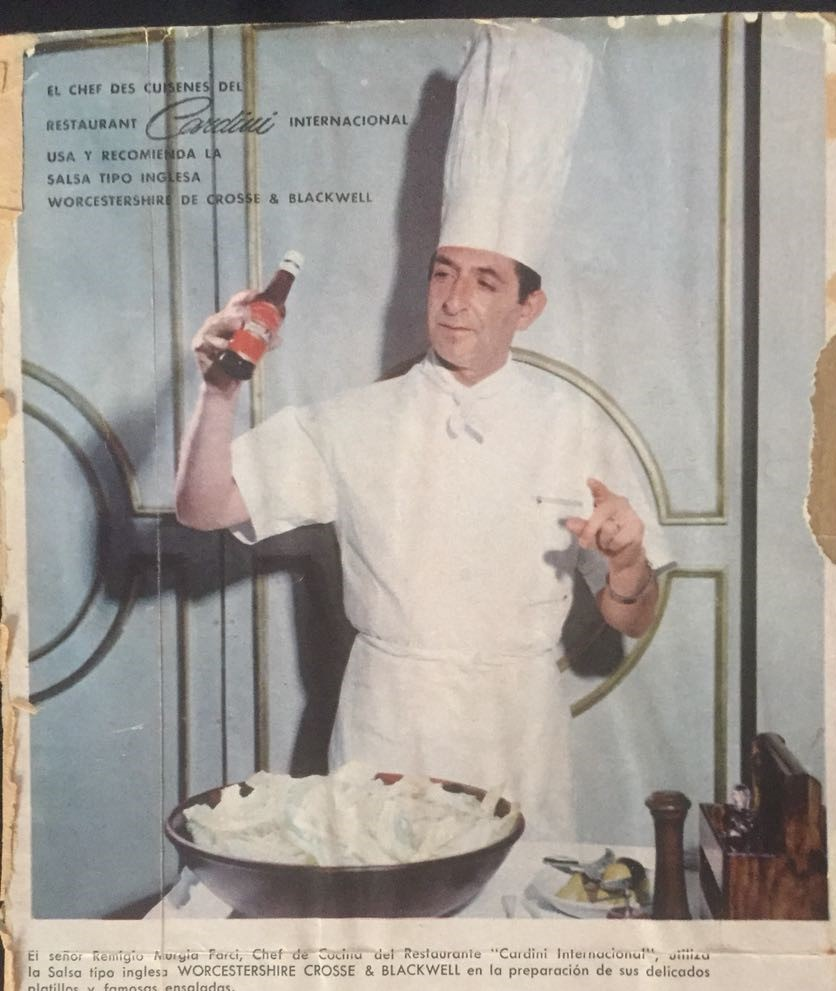
El chef Remigio Murgia en una publicación de la época, donde es acreditado como el chef del restaurante Cardini.

La ensalada César es una ensalada de lechuga romana y croûtons (trozos de pan tostado) con jugo de limón, aceite de oliva, huevo, salsa Worcestershire, anchoas, pollo, ajo, mostaza de Dijon (opcional), queso parmesano y pimienta negra.
El inventor de esta ensalada fue el chef del restaurante Cardini Remigio Murgia, en México, en la ciudad de Tijuana, Baja California, aunque el plato se nombró ensalada César en honor al dueño y también cocinero César Cardini. Esta ensalada es muy popular y ha llegado a internacionalizarse, siendo posible encontrarla en variados restaurantes del mundo.
En su forma original, esta ensalada era preparada al momento delante del comensal y servida a un lado de la mesa.

## Historia
La creación de la ensalada generalmente se atribuye al hostelero Caesar Cardini, un inmigrante italiano que operaba restaurantes en México y los Estados Unidos. Cardini vivía en San Diego, California, pero también estaba trabajando en Tijuana, Baja California donde evitó las restricciones de la ley seca. Su hija Rosa (1928–2003) contaba que su padre inventó la ensalada cuando el Cuatro de julio de 1924 se agotaron los suministros de la cocina. Cardini se las arregló con lo que tenía, y agregó el estilo dramático de preparación a un lado de la mesa y mezclando enérgicamente todos los ingredientes a la vista del comensal. Varios empleados de Cardini se han atribuido la invención del plato.
El hotel Caesar's y el restaurante Caesar's todavía operan en la Avenida Revolución en Tijuana, Baja California.
Julia Child afirmó haber comido una ensalada César en el restaurante de Cardini de niña en la década de los años 1920. En 1946, la columnista del periódico Dorothy Kilgallen escribió de un César que contiene anchoas, difiriendo de la versión de Cardini:
La última moda en Hollywood, California, la ensalada César, será presentada a los neoyorquinos por Gilmore's Steak House. Es una intrincada mezcla que demora siglos en prepararse y contiene (zowie!) gran cantidad de ajo, huevos crudos o ligeramente mimos, crotones, romana, anchoas, queso parmesano [sic], aceite de oliva, vinagre y mucha pimienta negra.

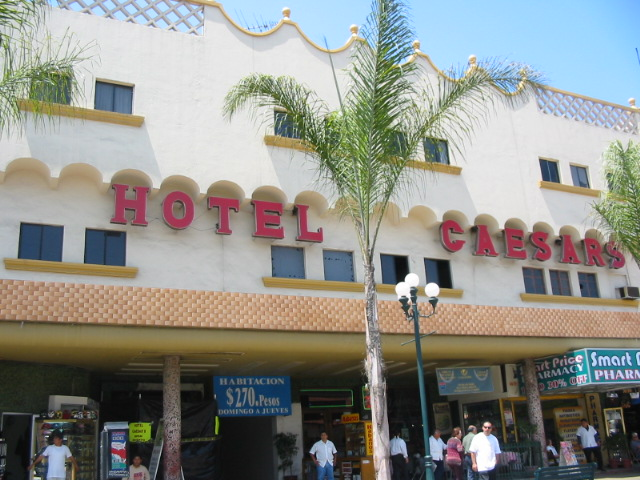
Hotel Caesar's en Avenida Revolución, Tijuana, c. 2000

Según Rosa Cardini, la ensalada César original (a diferencia de la ensalada de aviador de su hermano Alex, que más tarde fue rebautizada como ensalada César) no contenía trozos de anchoa; el ligero sabor a anchoa proviene de la salsa Worcestershire. Cardini se opuso al uso de anchoas en su ensalada.
En la década de los años 1970, la hija de Cardini dijo que la receta original incluía hojas de lechuga enteras, que estaban destinadas a ser sostenidas por el tallo y comidas con la manos; huevos pochados; y aceite de oliva italiano.
Aunque la receta original no contiene anchoas, las recetas modernas suelen incluir anchoas como ingrediente clave, y con frecuencia se emulsiona en versiones embotelladas de la salsa, que son producidas y comercializadas por muchas compañías, como por ejemplo Heinz.
Las marcas registradas "Cardini's", "Caesar Cardini's" y "The Original Caesar Dressing" supuestamente datan de febrero de 1950, aunque se registraron décadas después, y más de una docena de variedades del aderezo embotellado de "Cardini" están disponibles hoy en día, con varios ingredientes.

## Receta

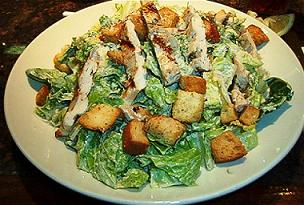
Ensalada César.

La ensalada César consta de los siguientes ingredientes, comunes en muchas recetas:
- lechuga
- aceite de oliva
- ajo
- sal
- mostaza (opcional)
- pimienta negra
- jugo de limón
- salsa
- anchoas
- huevos crudos o pochados
- queso parmesano rallado